# Wietse Veenstra
Wietse Veenstra (Oldambt, 18 febbraio 1946) è un ex calciatore olandese, di ruolo centrocampista.

## Carriera

### Club

#### Gli inizi
Veenstra inizia la carriera professionistica nel 1964 tra le file del Go Ahead Eagles, dove rimane per cinque stagioni, in questo periodo le sue buone prestazioni gli faranno conquistare la prima convocazione in Nazionale olandese nel 1968. Nel 1969 avviene il trasferimento al PSV Eindhoven, dove resta fino al 1971.

#### Il periodo in Belgio
Dopo due anni passati nella squadra di Eindhoven, Veenstra cambia campionato e va a giocare per la squadra belga del Club Bruges, dove però rimane solo un anno, prima di passare al RWD Molenbeek. Vince un campionato nella stagione 1974-1975 e nel 1976 cambia squadra per l'ultima volta firmando per il Cercle Brugge.
Si ritira nel 1979, nella sua ultima stagione conquista la promozione in Pro League.

### Nazionale
Veenstra ha giocato in totale nove partite con la Nazionale olandese tra il 1968 e il 1970. segnando un goal; fa il suo esordio il 5 giugno 1968 a Bucarest contro la Romania.
Segna il suo unico gol contro la Bulgaria, giocherà la sua ultima partita con gli Oranje l'11 novembre 1970 a Rotterdam contro la Jugoslavia.

## Statistiche

### Cronologia presenze e reti in Nazionale
| Cronologia completa delle presenze e delle reti in nazionale ― Paesi Bassi | Cronologia completa delle presenze e delle reti in nazionale ― Paesi Bassi | Cronologia completa delle presenze e delle reti in nazionale ― Paesi Bassi | Cronologia completa delle presenze e delle reti in nazionale ― Paesi Bassi | Cronologia completa delle presenze e delle reti in nazionale ― Paesi Bassi | Cronologia completa delle presenze e delle reti in nazionale ― Paesi Bassi | Cronologia completa delle presenze e delle reti in nazionale ― Paesi Bassi | Cronologia completa delle presenze e delle reti in nazionale ― Paesi Bassi |
| Data                                                                       | Città                                                                      | In casa                                                                    | Risultato                                                                  | Ospiti                                                                     | Competizione                                                               | Reti                                                                       | Note                                                                       |
| -------------------------------------------------------------------------- | -------------------------------------------------------------------------- | -------------------------------------------------------------------------- | -------------------------------------------------------------------------- | -------------------------------------------------------------------------- | -------------------------------------------------------------------------- | -------------------------------------------------------------------------- | -------------------------------------------------------------------------- |
| 5-6-1968                                                                   | Bucarest                                                                   | Romania                                                                    | 0 – 0                                                                      | Paesi Bassi                                                                | Amichevole                                                                 | -                                                                          |                                                                            |
| 4-9-1968                                                                   | Rotterdam                                                                  | Lussemburgo                                                                | 0 – 2                                                                      | Paesi Bassi                                                                | Qual. Mondiali 1970                                                        | -                                                                          |                                                                            |
| 16-4-1969                                                                  | Rotterdam                                                                  | Paesi Bassi                                                                | 2 – 0                                                                      | Cecoslovacchia                                                             | Amichevole                                                                 | -                                                                          |                                                                            |
| 7-9-1969                                                                   | Chorzów                                                                    | Polonia                                                                    | 2 – 1                                                                      | Paesi Bassi                                                                | Qual. Mondiali 1970                                                        | -                                                                          | 74’                                                                        |
| 22-10-1969                                                                 | Rotterdam                                                                  | Paesi Bassi                                                                | 1 – 1                                                                      | Bulgaria                                                                   | Qual. Mondiali 1970                                                        | 1                                                                          | 73’                                                                        |
| 5-11-1969                                                                  | Amsterdam                                                                  | Paesi Bassi                                                                | 0 – 1                                                                      | Inghilterra                                                                | Amichevole                                                                 | -                                                                          | 46’                                                                        |
| 14-1-1970                                                                  | Londra                                                                     | Inghilterra                                                                | 0 – 0                                                                      | Paesi Bassi                                                                | Amichevole                                                                 | -                                                                          | 65’                                                                        |
| 28-1-1970                                                                  | Tel Aviv                                                                   | Israele                                                                    | 0 – 1                                                                      | Paesi Bassi                                                                | Amichevole                                                                 | -                                                                          | 46’                                                                        |
| 11-10-1970                                                                 | Rotterdam                                                                  | Paesi Bassi                                                                | 1 – 1                                                                      | Jugoslavia                                                                 | Qual. Euro 1972                                                            | -                                                                          | 50’                                                                        |
| Totale                                                                     |                                                                            | Presenze                                                                   | 9                                                                          |                                                                            | Reti                                                                       | 1                                                                          |                                                                            |

## Palmarès
- Campionato belga: 1

RWD Molenbeek: 1974-1975
- Tweede klasse: 1

Cercle Bruges: 1978-1979